# Бхимарджуна
Бхимарджуна — правитель Паратана первой половины III века из династии Паратараджей.
Как отметил исследователь П. Тэндон, в отличие от большинства других представителей династии Паратараджей, имя Бхимарджуны имело индийские корни и было связано с именами известных из индуистского эпоса Махабхараты царевичей Бхимы и Арджуны из рода Пандавов.
Отцом Бхимарджуны был Йолатахма, возможно, сын Арджуны. Этот вывод П. Тэндон сделал, основываясь на сходстве имён вероятных деда и внука. В таком случае Бхимарджуна являлся родственником Козаны, внука Багамиры. Именно Бхимарджуна занял трон Паратана после Козаны, а не сын последнего Козия. В своём нумизматическом материале Бхимарджуна использовал стилистически сходные штампы своего предшественника. На аверсе его монет размещён относительно небольшой по размерам обращённый влево бюст самого правителя в остроконечной тиаре с легендой на кхароштхи, на реверсе — повернутая вправо свастика. Бхимарджуна был последним правителем Паратана, выпускавшим серебряные монеты, хотя и не самого лучшего качества. Однако со временем происходит замена сначала на биллон, а потом на медь. Бхимарджуна правил, возможно, в 220—230 годах (по другим датировкам в 215—225 или 240—250 годах). На престоле его сменил Козия. Возможно, внуком Бхимарджуны был Датарвхарна, сын Датайолы.